# スターパティア・ヴェーダ
スターパティア・ヴェーダ（サンスクリット: स्थापत्यवेद Sthāpatyaveda）は、ウパ（副）・ヴェーダの1つで、ヴェーダの建築学（建築計画学）都市計画学。後に中国に伝わり、風水になったといわれる。
環境との調和を重視した（ヴァースツ）街作りから、個別の住宅の設計に関わる知識を提供する。都市の場合は、中心にブラフマスターンという広場を設け、そこから道路や住宅を配置する。
住居の場合は朝・昼・夕の太陽の光の影響を重視した部屋の作りをする。活動欲求の湧く部屋の位置、食欲が湧く部屋位置、休息に向いた部屋位置などがあるという。